# Auguste Brichaut
Pour les articles homonymes, voir Brichaut.
Augustin Brichaut, né à Bruxelles le 24 novembre 1836 et mort à Paris le 3 février 1897, est un numismate belge.

## Vie
Ingénieur civil de profession, Brichaut se consacre à la numismatique, contribue à la Revue belge de numismatique et devient essayeur de la Monnaie de Bruxelles. 
Il était membre et bibliothécaire (de 1870 à 1874) de la Société royale de numismatique de Belgique, membre de la Société de l'histoire de Paris et de l'Île-de-France et de la Société des ingénieurs civils de France.